# یک آسمان پرستاره
«یک آسمان پرستاره» (به انگلیسی: A Sky Full of Stars) تک‌آهنگی از کلدپلی است که در ۲ مه ۲۰۱۴ منتشر شد. این تک‌آهنگ در آلبوم داستان‌های ارواح قرار داشت. آویچی دی جی سوئدی نیز از آهنگسازان این اثر بوده‌است. این آهنگ در اکثر کشورها وارد ده آهنگ برتر شده‌است. همچینین این آهنگ تنها آهنگی از آلبوم داستان‌های ارواحست که مضامین غمگین ندارد.